# 510 Мабелла
510 Мабелла (510 Mabella) — астероїд головного поясу, відкритий 20 травня 1903 року Раймондом Смітом Дуґаном у Гейдельберзі.